# PGC 67935
LEDA/PGC 67935 ist eine Linsenförmige Galaxie vom Hubble-Typ S0 im Sternbild Pegasus nördlich der Ekliptik, die schätzungsweise 374 Millionen Lichtjahre von der Milchstraße entfernt ist. Im selben Himmelsareal befinden sich u. a. die Galaxien NGC 7194 und NGC 7195.